# 한스 피터 홀워치

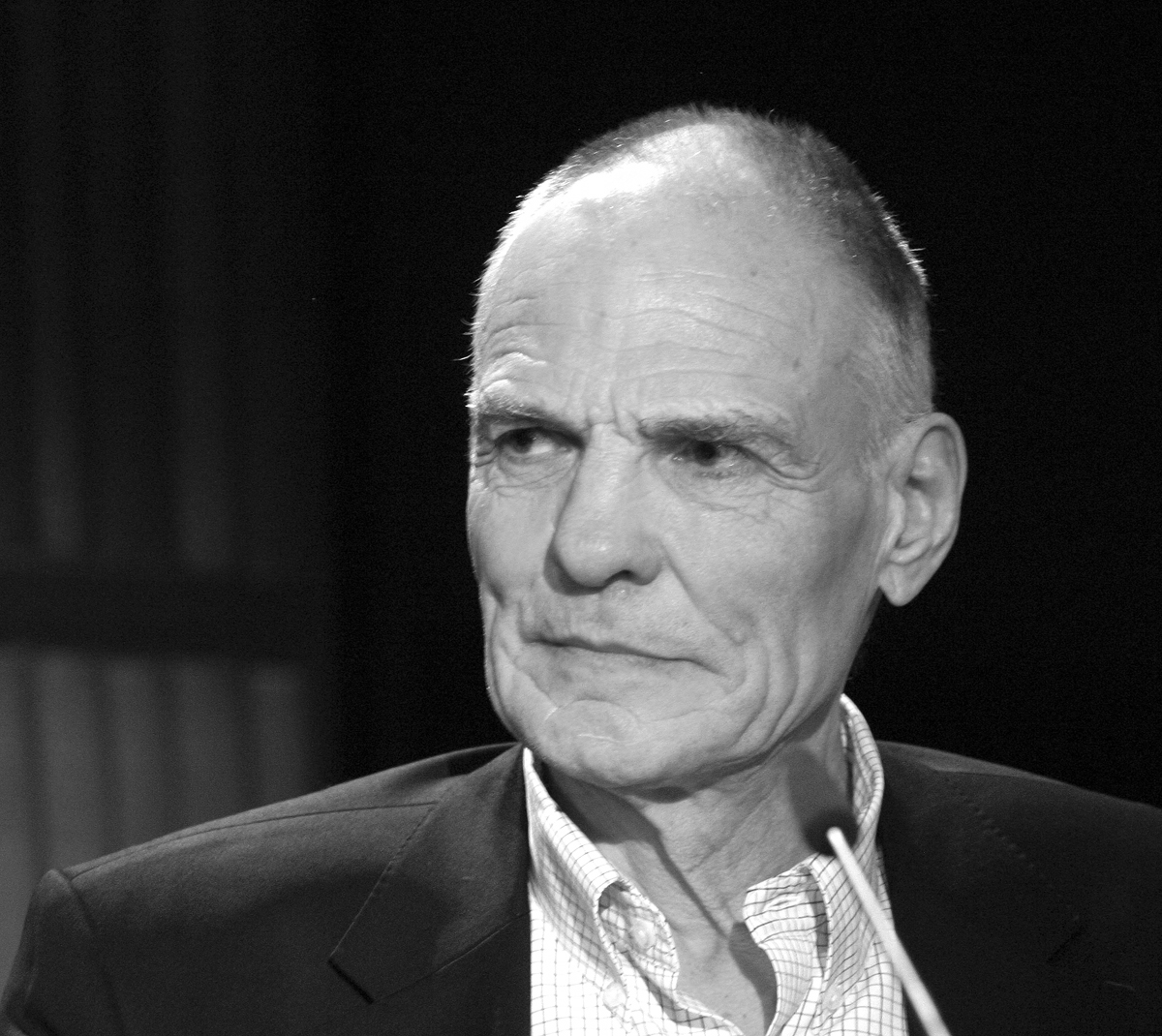

한스 피터 홀워치(Hans Peter Hallwachs, 1938년 7월 10일 ~ )는 독일의 성우, 연극 배우, 영화배우, 텔레비전 배우이다.

## 영화
- 에러마이츠 (2016년)
- 로젠스트라시 (2003년)
- 마지막 한 걸음까지 (2001년)
- 테이크오버 (2001년)
- 클라운 (1998년)
- 헤밍웨이 (1988년)
- 파더랜드 (1986년)
- 크레이지 디디 (1986년)
- 살인 멜로디 (1979년)